# 三菱重工業長崎兵器製作所

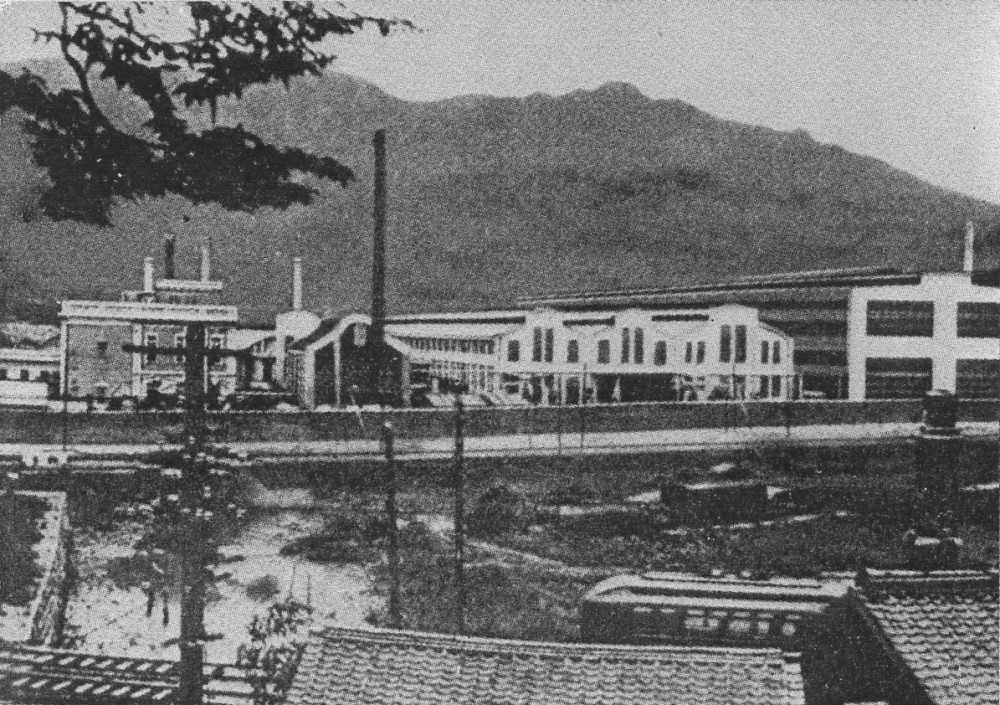
長崎兵器製作所茂里町工場

三菱重工業長崎兵器製作所（みつびしじゅうこうぎょう ながさきへいきせいさくしょ）は、1917年（大正6年）から1945年（昭和20年）まで長崎県長崎市に存在した三菱重工業の軍需工場。通称、三菱兵器（みつびしへいき）。工場のあった場所により、三菱兵器大橋工場（みつびしへいき　おおはしこうじょう）、三菱兵器茂里町工場（みつびしへいき　もりまちこうじょう）と呼ばれた。
本項では、戦後長崎兵器製作所が軍民転換し誕生した長崎精機製作所（ながさきせいきせいさくしょ）についても記述する。

## 沿革

### 長崎兵器製作所
第一次世界大戦開戦直後、海軍の艦政本部長であった村上格一は、友人で三菱合資会社顧問の武田秀雄に民間資本による魚雷製作所の開設を提案。武田は三菱社長の岩崎久彌に相談し、調査の結果、海軍の支援を得て三菱による魚雷製作所開設が決定した。
本社による検討の結果、工場を長崎県長崎市茂里町の社有地に、発射試験場を魚雷の射程や周辺の水深等を考慮したうえで長与村の大村湾沿岸部を選定し、1916年（大正5年）7月より長崎造船所の一工場として開設に向けての準備が始まった。
1917年（大正6年）3月10日、日本で唯一の民間による魚雷の研究・生産拠点として、長崎造船所より独立する形で長崎兵器製作所が発足した。
1933年（昭和8年）以降は海軍の度重なる増産要求に比例する形で工場も順次拡張が続けられ、1942年（昭和17年）には市内北部の大橋町に大工場が完成。翌1943年（昭和18年）には日本で最初に水加ヒドラジンを高濃度の過酸化水素で分解させる液体推薬の開発に成功した。更にその翌年の昭和19年11月にはT液（過酸化水素）とⅭ液（ヒドラジン）を空気圧によってぶつけるという燃焼実験にも成功した。終戦直前の1945年（昭和20年）8月には従業員（職員・工員）17,793名、月間の魚雷生産数210本を数えるまでになったが、8月9日の長崎市への原子爆弾投下により、施設・人員共に甚大な被害を受けて生産能力をほぼ喪失し、終戦後の同年11月15日付で閉鎖された。
- 1917年（大正6年）
  - 3月10日：三菱合資会社長崎兵器製作所発足[4]。初代所長に元呉海軍工廠在籍、竹村伴吾就任[12]。
  - 6月7日：海軍向け魚雷の製作着手[4]。
  - 6月10日：長崎兵器製作所設立の登記完了。資本金120万円[4]。
  - 10月2日：堂崎工場竣工[4]。
- 1918年（大正7年）
  - 4月17日:堂崎工場にて生産第一号の発射試験実施[13]。
  - 7月：佐世保海軍工廠に魚雷初納入[4]。
- 1925年（大正14年）3月23日：2代目所長に元海軍大佐、千頭一生就任[12]。
- 1935年（昭和10年）12月：潜水艦向けの九五式魚雷の製作開始[14]。
- 1937年（昭和12年）8月7日：3代目所長に元海軍大佐、田村直文就任[12]。
- 1939年（昭和14年）4月1日：田村直文社長病気療養により、所長代理として三菱重工本店、佐々木得定就任[12]。
- 1940年（昭和15年）
  - 3月5日：海軍管理工場に指定[12]。
  - 4月1日：4代目所長に元海軍少佐で呉海軍工廠水雷部長、岸本鹿子治就任[12]。
- 1941年（昭和16年）6月1日：建設中の大橋工場機械工場操業開始[6]。
- 1942年（昭和17年）5月16日：大橋工場の竣工式挙行[6]。
- 1945年（昭和20年）
  - 6月25日：5代目所長に登原剛蔵就任[6]。
  - 8月1日：空襲により茂里町工場と隣接する長崎製鋼所の間に250キロ爆弾が落下。外壁の一部が損傷したのみで人的被害は皆無[15]。
  - 8月9日：原爆投下により大橋・茂里町工場、市立商業学校の疎開工場が壊滅し生産能力喪失。登原剛蔵所長を含む2,273名が死亡、5,679名が重軽傷を負う[16][8]。
  - 9月1日：重工本店、長崎兵器製作所に対し長崎兵器製作所の存続は困難として必要最小限の人員を除く従業員の整理を示達[17]。
  - 10月6日：同日付で機械維持や警備等に必要な最低限の人員を除く全工員解雇[17]。残存従業員3,198名[17]。
  - 11月15日：長崎兵器製作所閉鎖[8]。同日付で臨時兵器整理事務所設置[12]。

### 長崎精機製作所
1945年11月の長崎兵器製作所の閉鎖後、長崎造船所内に臨時の整理事務所が設置され、残存従業員も同所へ転籍の処置が取られた。10月時点で職員、工員合わせて18,000名ほどいた従業員も、度重なる人員削減により年末には900名程度まで減少した。残存従業員らは残務整理に携わる傍ら、機械設備の保全や施設の維持補修に尽力した。
長崎兵器整理事務所は、民需品の生産で軍民転換を図ったうえで工場の操業を続ける方針を固め、同年10月より民需品の生産に着手した。大橋工場では魚雷製作に用いていた鉄板と損傷の少なかった機械を用いてフライパンや鍋、鎌、製粉機等の生活必需品を生産し、長崎県や長崎市を通じて一般に販売。堂崎工場では魚類の加工や肥料生産、有休船舶による大村湾での海上輸送事業を開始した。同年12月には、占領軍長崎司令部に軍需生産から民需生産への生産転換を申請し、翌年1月に許可された。重工本店も民需転換を達成した努力を認め、旧長崎兵器製作所は1946年11月15日付で長崎精機製作所として再発足した。
その後は、鉄道部品や衡器、船舶部品等を生産したが、事業所としての経営状態は芳しくなく、経営合理化の観点から1951年（昭和26年）7月1日付で長崎造船所に統合され、職員・工員ら1,149名や機械設備1,557台は同所に引き継がれた。
- 1945年
  - 11月30日：同日付で職員229名を解雇。重役は本店や長崎造船所に転勤[18]。
  - 12月7日：占領軍長崎司令部に軍需生産から民需生産への生産転換許可を申請[22]。
  - 12月20日：同日付で堂崎工場の工員22名を解雇[18]。
  - 12月30日：同日付で職員151名を解雇。残存従業員918名[18]。
- 1946年（昭和21年）
  - 1月23日：長崎司令部に申請中だった民需生産への生産転換許可が下りる[22]。
  - 2月：本部を長崎市平戸小屋町の寮から茂里町工場事務所に移転[22]。
  - 4月：本部を茂里町工場事務所から大橋工場本館に再移転[22]。
  - 11月5日：大橋鋳造工場の火入式を実施[26]。
  - 11月15日：臨時兵器整理事務所を閉鎖し、長崎精機製作所として発足。同日付で占領軍総司令部より賠償工場に指定[23]。
  - 11月16日：茂里町酸素工場の運転を開始[27]。
  - 12月1日：住吉トンネル工場の運転を開始[22]。
- 1947年（昭和22年）7月：商工省より衡器製作免許取得。西日本唯一の衡器工場となる[28][22]。
- 1949年（昭和24年）
  - 5月12日：賠償工場指定解除[29]。
  - 5月27日：昭和天皇、九州巡幸に際し大橋工場を視察[30]。
- 1950年（昭和25年）：衡器及び計量器の制作営業免許取得[31]。
- 1951年（昭和26年）7月1日：経営合理化により長崎造船所と統合[25]。

## 工場・施設
1917年（大正8年）、長崎市茂里町に魚雷の生産・組立工場として茂里町工場（浦上工場とも）と、組立が完了した魚雷の発射・調整試験場として西彼杵郡長与村（現：長与町）に堂崎工場が開設された。その後、海軍からの度重なる生産増強要請に応える形で、1942年（昭和17年）、長崎市大橋町（現：文教町）に大橋工場が開設されている。
- 茂里町工場（長崎市茂里町40番地）[2][32]北緯32度45分40.3秒 東経129度51分50.7秒
  - 1917年（大正8年）竣工。敷地面積約4万2,900平方メートル、建築面積約2万6,400平方メートル[33]で、主に潜水艦向けの九五式魚雷を生産[34]。

- 堂崎工場（西彼杵郡長与村岡郷字加瀬川）[4]北緯32度52分25.7秒 東経129度53分6.7秒
  - 1917年10月竣工[4]。大村湾沿岸部の長与村と伊木力村の村境附近の入江に設けられた魚雷発射試験場[35]。

- 大橋工場（長崎市大橋町200番地）[1][36]北緯32度47分5.3秒 東経129度51分49.8秒
  - 海軍の度重なる魚雷増産要求に応じるため1939年（昭和14年）着工、突貫工事の末1942年（昭和17年）竣工[36][6]。施工請負は大林組で敷地面積約19万8,000平方メートルの広大な敷地に、工場や実験場、福利厚生施設など建築面積約7万5,900平方メートル[33]、20棟余りの建屋が建てられた[37]。主に航空機搭載用の九一式魚雷や防雷具等を生産[37]。

大橋・茂里町の両工場は原爆により甚大な被害を受けたが、前述の通り残存従業員・工員らによって順次復旧された。長崎精機の長崎造船所との合併後、大橋・茂里町の両工場は閉鎖され、人員は長崎造船所に引き継がれた。その後、茂里町工場跡地には長崎市中部下水処理場が、大橋工場跡地には長崎大学の学芸学部が設置され、後者は現在同大学の文教キャンパスとなっている。
- 長崎造船所との合併時点（1951年7月1日）における長崎精機の設備[25]
  - 土地…173,564平方メートル
  - 建物…25,544平方メートル
  - 機械設備…1,557台

## 歴代所長
- 竹村伴吾：1917年3月10日 - 1925年3月23日[12]
- 千頭一生：1925年3月23日 - 1937年8月7日[12]
- 田村直文：1937年8月7日 - 1940年4月1日[12]
- 佐々木得定：1939年4月1日 - 1940年4月1日[12][注釈 1]
- 岸本鹿子治：1940年5月1日 - 1945年6月25日[12]
- 登原剛蔵：1945年6月25日 -[12][注釈 2]

## 原爆による被害
太平洋戦争末期、長崎兵器は海軍の指令により大橋・茂里町両工場の約半数の工作機械を長崎市立商業学校、国道日見トンネル、住吉地区の住吉トンネル工場、本原地区の半地下工場、事務所を城山・山里国民学校、長崎師範学校といった市内の教育施設に分散疎開させていた。
原爆では、松山町の爆心地から南1.4キロメートルに位置していた茂里町工場と、北1.3キロメートルに位置していた大橋工場で人的・物的共に甚大な被害を受けた。
被爆直前の時点で、大橋・茂里町の両工場、および各疎開工場では職員や、工員として徴用工や動員学徒、女子挺身隊員ら17,792名（実働約10,000人）が在籍していたが、登原剛蔵所長を含む2,273名が死亡、5,679名が重軽傷を負った。
学校工場が置かれていた市立商業学校と長崎師範学校は、前者で108名、後者は54名の動員学徒が犠牲となった。その他にも、県立高等女学校、鎮西学院、瓊浦中学校、県立工業学校や、鹿児島の第七高等学校造士館といった県内外の学校から動員されていた数多くの学徒が、動員先や寮で亡くなった。
- 人的被害[47]
  - 死者：2,273名（職員335名、工員1,358名、学徒580名）
  - 負傷者：5,679名（職員361名、工員4,260名、学徒1,068名）

- 物的被害[48]
  - 大橋工場・本部…全壊。
  - 茂里町工場…全壊半焼。
  - 疎開工場（市立商業学校）…全焼。
  - 疎開事務所（長崎師範学校、城山国民学校、山里国民学校）…全焼。
  - 寮（山王・西郷・銭座・御船蔵・住吉・浜口・清風）…全焼。
  - 工作機械等被害…710台。

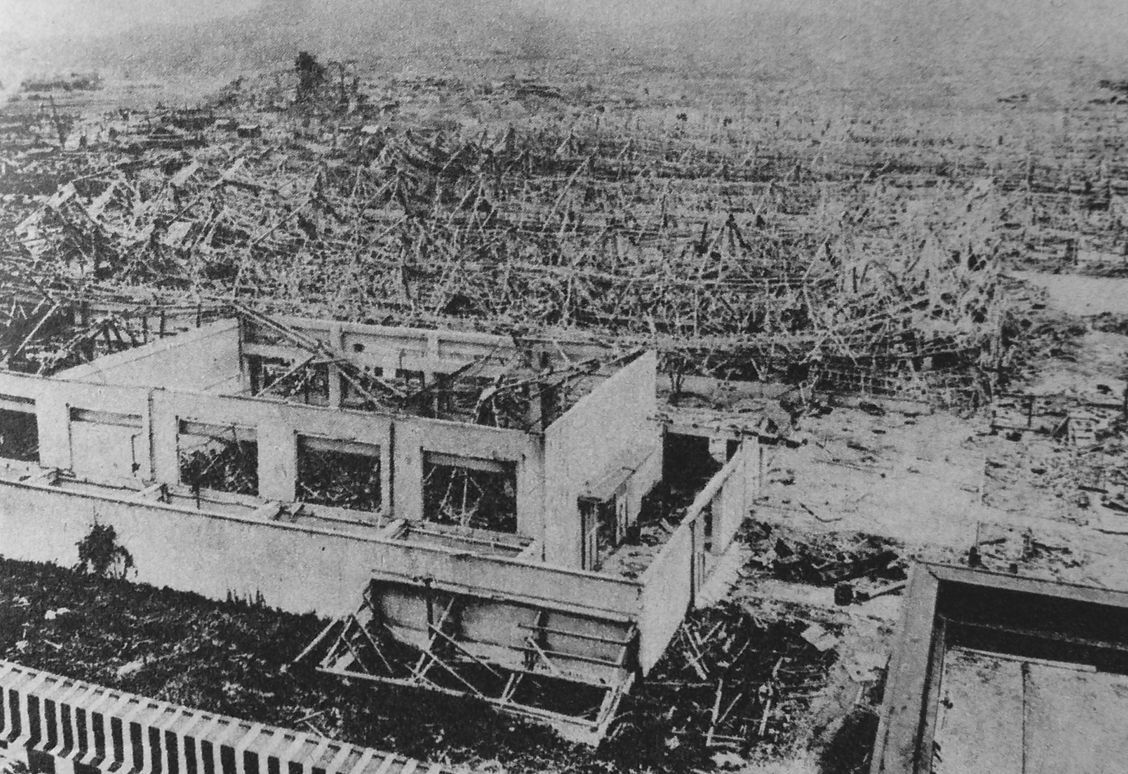
原爆により壊滅した大橋工場。写真は敷地南側の技術部屋上から北方・道ノ尾方面を望んだもの[49]。
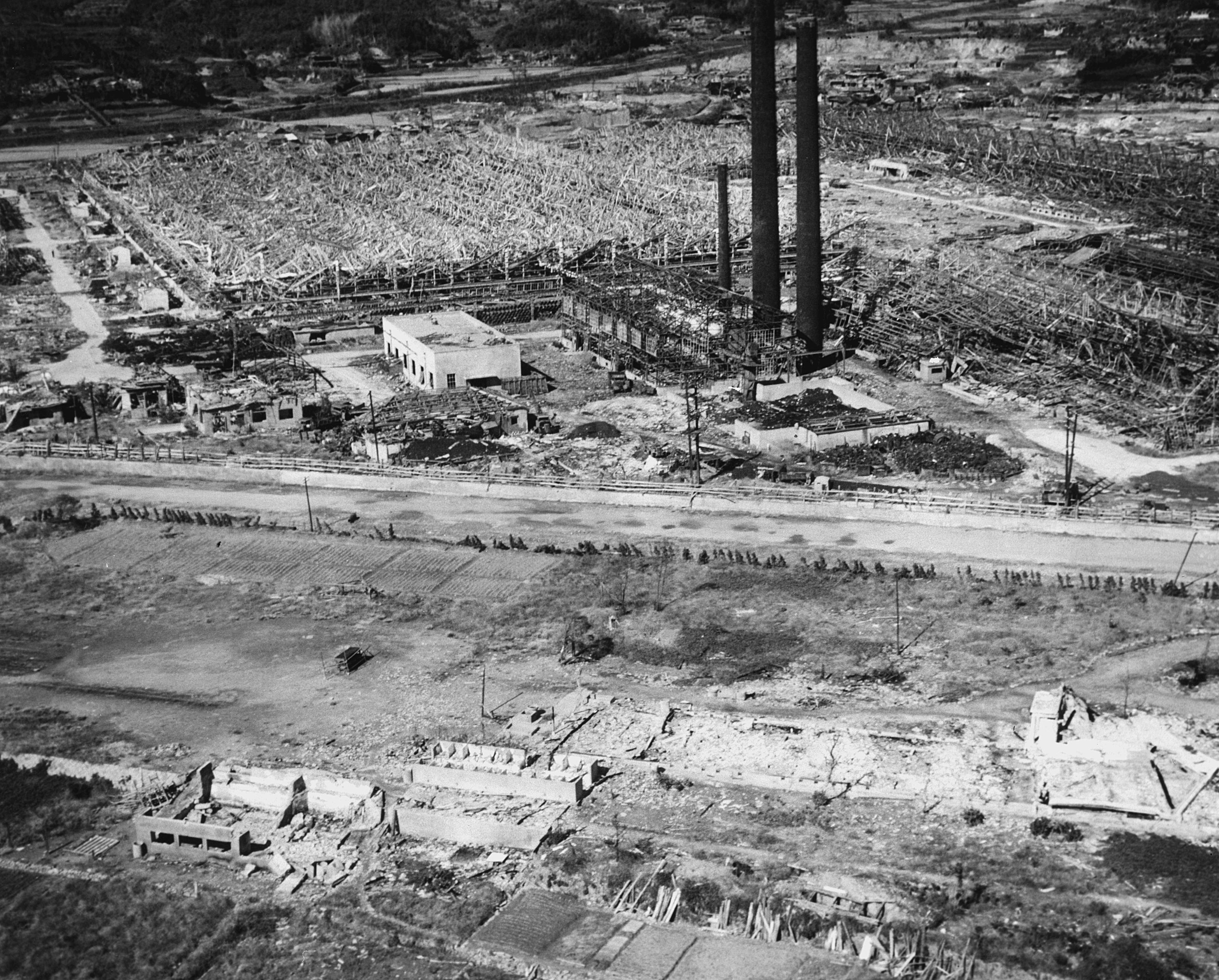
壊滅した大橋工場と純心高等女学校の焼け跡（手前）。同校から大橋工場へ動員されていた生徒のうち、30名が犠牲となった[46]。

## 慰霊碑・遺構
- 原爆供養塔（長崎市文教町、旧大橋工場敷地内）[50]北緯32度47分12.9秒 東経129度52分7.5秒
  - 三菱重工業長崎造船所の被爆した職員らが、原爆で犠牲となった旧三菱兵器の職員・工員を慰霊するために1952年（昭和27年）8月9日に建立[50]。供養塔には旧大橋工場で実際に使用されていた御影石の定盤が用いられている[50]。

- 長崎原爆七高戦災学生追悼碑（長崎市白鳥町白鳥公園内）[45]北緯32度47分7.9秒 東経129度51分17.1秒
  - 1945年4月より三菱兵器に動員され爆死した、鹿児島の第七高等学校造士館の学徒14名を偲ぶために同校の同窓生らにより1975年（昭和50年）8月9日に建立された[45]。追悼碑がある白鳥公園は、同校の学徒らが寝泊まりした三菱兵器の西郷寮があった場所である[45]。

その他、旧大橋工場正門（現在の長崎大学東門）近くに、同工場の用地買収の際に建てられたとされるコンクリート製の標柱が遺されている。

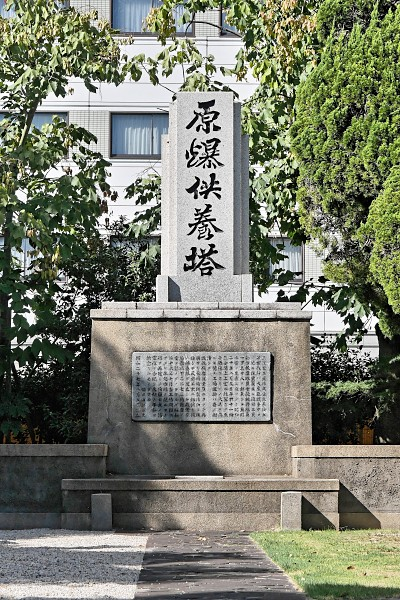
大橋工場の供養塔
白鳥公園の追悼碑
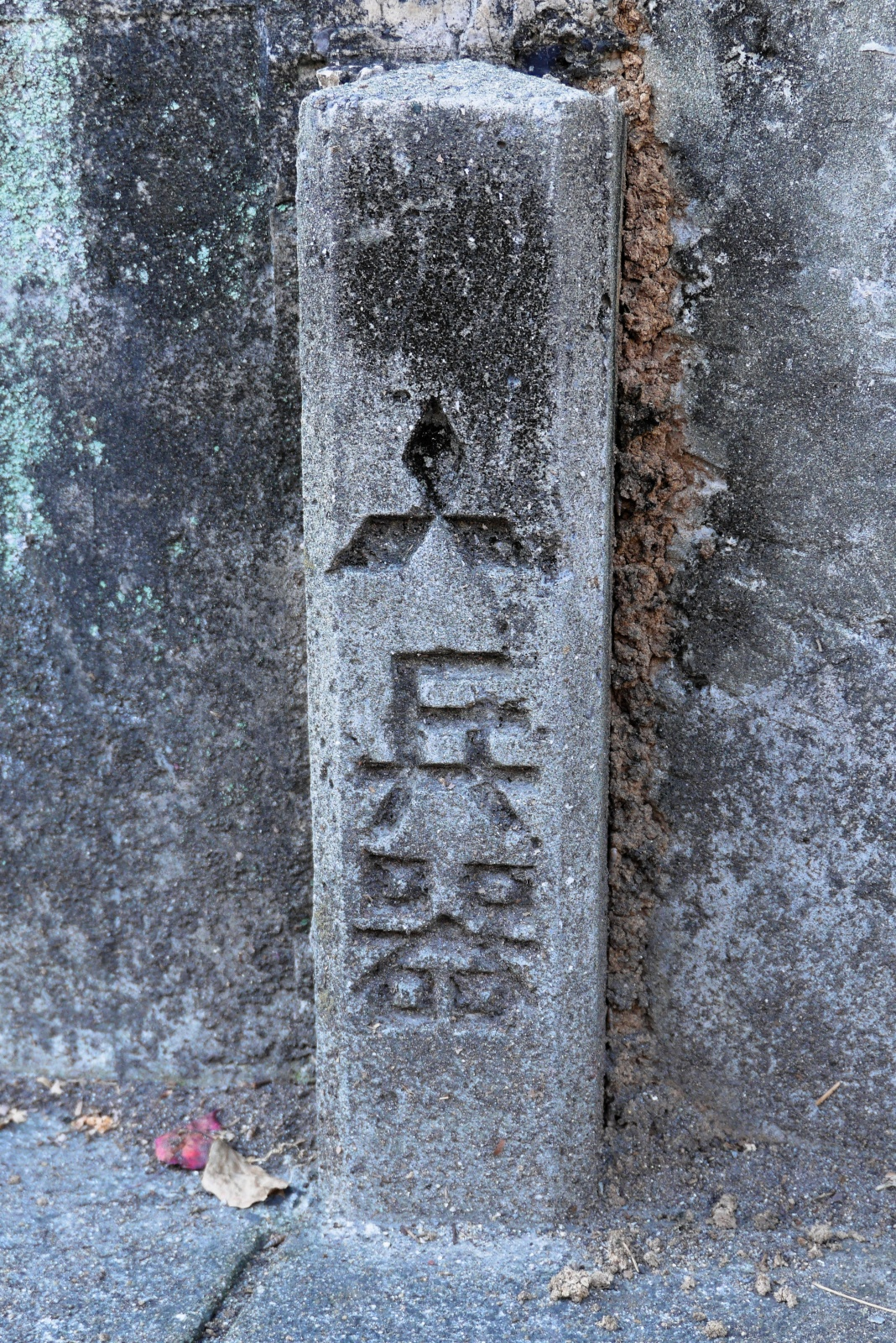
大橋工場跡地の標柱

## その他
- 大橋工場の建設に伴い、西部瓦斯長崎支店の大橋製造所が長崎兵器や軍の要請により隣接地（現：長崎県営住宅大橋団地）に開設された[52][53]。同所には容量1万立方メートルのガスホルダー[54]が建設され、敷地内には従業員家族の為の住宅も設置されていたが、原爆により同所はガスホルダーを残し全壊し、従業員やその家族、臨時雇用者を含む48名が爆死[52]。復旧されることなく1946年3月11日付で閉鎖された[55]。
- 戦時中、燃料と触媒にそれぞれ過酸化水素と過マンガン酸カリウムを用いた液体燃料式ロケットエンジンの研究を行っていた[56]。これがイ号一型無線誘導弾の推進装置に使用された特呂一号二型および三型につながった。
- 上記と同じ戦時中、液体水素と液体酸素を用いた外燃機関の研究も行っていた[9]。また秋水に搭載された特呂二号原動機からのヒントで過酸化水素とヒドラジン＋メタノールを用いた外燃機関の研究も行っていた[9]。